# Fermentación (biotecnología)
En biotecnología se denomina fermentación a la producción industrial de biomasa, enzimas o metabolitos en general mediante el crecimiento controlado de células, especialmente las bacterianas, en biorreactores. Si bien se emplea el término «fermentación», cabe destacar que, metabólicamente, las condiciones de cultivo son en la mayoría de los casos aeróbicas a fin de obtener un máximo rendimiento en la producción.